# Guido Trenti
Guido Trenti (Milà, 27 de desembre de 1972) és un ciclista, ja retirat, que fou professional del 1996 al 2008. Fill de pare italià i mare estatunidenca disposava de doble nacionalitat i des del 2000 va córrer sota llicència estatunidenca.
El 2001 fou el primer estatunidenc en aconseguir una victòria d'etapa a la Volta a Espanya.

## Palmarès
- 1999
  - Vencedor d'una etapa del Tour de Langkawi
- 2001
  - Vencedor d'una etapa de la Volta a Espanya

### Resultats al Tour de França
- 2005. 139è de la classificació general

### Resultats a la Volta a Espanya
- 1998. 105è de la classificació general
- 2000. 91è de la classificació general
- 2001. 81è de la classificació general. Vencedor d'una etapa
- 2002. Abandona (19a etapa)
- 2003. 153è de la classificació general
- 2004. 113è de la classificació general
- 2005. No surt (18a etapa)

### Resultats al Giro d'Itàlia
- 1999. 106è de la classificació general
- 2000. 99è de la classificació general
- 2001. 124è de la classificació general
- 2002. 125è de la classificació general
- 2003. Abandona